# Supercopa da Itália de 2019
A Supercopa da Itália de 2019 ou Supercoppa Italiana 2019, oficialmente conhecida como Coca-Cola Supercup por conta do patrocínio, foi a 32ª edição da supercopa do futebol italiano. Foi disputada em partida única no dia 22 de dezembro de 2019 no Estádio Universitário Rei Saud em Riad, na Arábia Saudita, entre a Juventus, campeã da Serie A de 2018–19, e a Lazio, campeã da Coppa Italia de 2018–19.
A Lazio consagrou-se campeã da sua quinta taça após derrotar a Juventus por 3–1.

## Participantes
| Equipe   | Classificação                      | Participações anteriores (negrito indica vitória)                                       | Ref. |
| -------- | ---------------------------------- | --------------------------------------------------------------------------------------- | ---- |
| Juventus | Campeão da Serie A de 2018–19      | 13 (1990, 1995, 1997, 1998, 2002, 2003, 2005, 2012, 2013, 2014, 2015, 2016, 2017, 2018) |      |
| Lazio    | Campeão da Coppa Italia de 2018–19 | 7 (1998, 2000, 2004, 2009, 2013, 2015, 2017)                                            |      |

## Partida
| 22 de dezembro de 2019 | Juventus   | 1 – 3     | Lazio                                        | Estádio Universitário Rei Saud, Riad         |
| 19:45 AST (UTC+3)      | Dybala 45' | Relatório | Luis Alberto 16' · Lulić 73' · Cataldi 90+4' | Público: 23 361 Árbitro: Gianpaolo Calvarese |